# Laura Alonsopérez
Laura Alonsopérez (Ponta do Leste, Maldonado) é uma atriz e bailarina uruguaia que serve como a esposa do presidente da República Oriental do Uruguai e, como tal, primeira dama do país desde 1 de março de 2025 por seu casamento com Yamandú Orsi.

## Biografia
Tem duas irmãs: a psicóloga Ana Inés e a bióloga Mariana.
Alonsopérez é mãe dos mellizos Luzia e Victorio.  A família reside na localidade de Salinas.
Tem participado em várias obras de coreografa e dança em seu desenvolvimento profissional.
É membro do partido Frente Ampla.

## Controvérsias
No acto protocolar de assunção de seu esposo, Yamandú Orsi, à presidência da República Oriental do Uruguai, Alonsopérez foi questionada por seu efusivo cumprimento no balcón do Palácio Estévez. A primeira dama cumprimentou eufóricamente aos presentes fazendo o gesto "v" de vitória.
Sua escassa participação política também tem sido objeto de controvérsias. Segundo analistas, tem tratado de manter um baixo perfil. Isto se comprova em seu pedido à desenhadora de seu vestido de assunção presidencial: "Acompanhar ao presidente sem realçar".